# Trias (chi lan)
Trias là một chi lan gồm 13 loài đặc hữu của Ấn Độ, Myanmar và Thái Lan. Trong thương mại nó được viết tắt là Trias.

## Hình ảnh

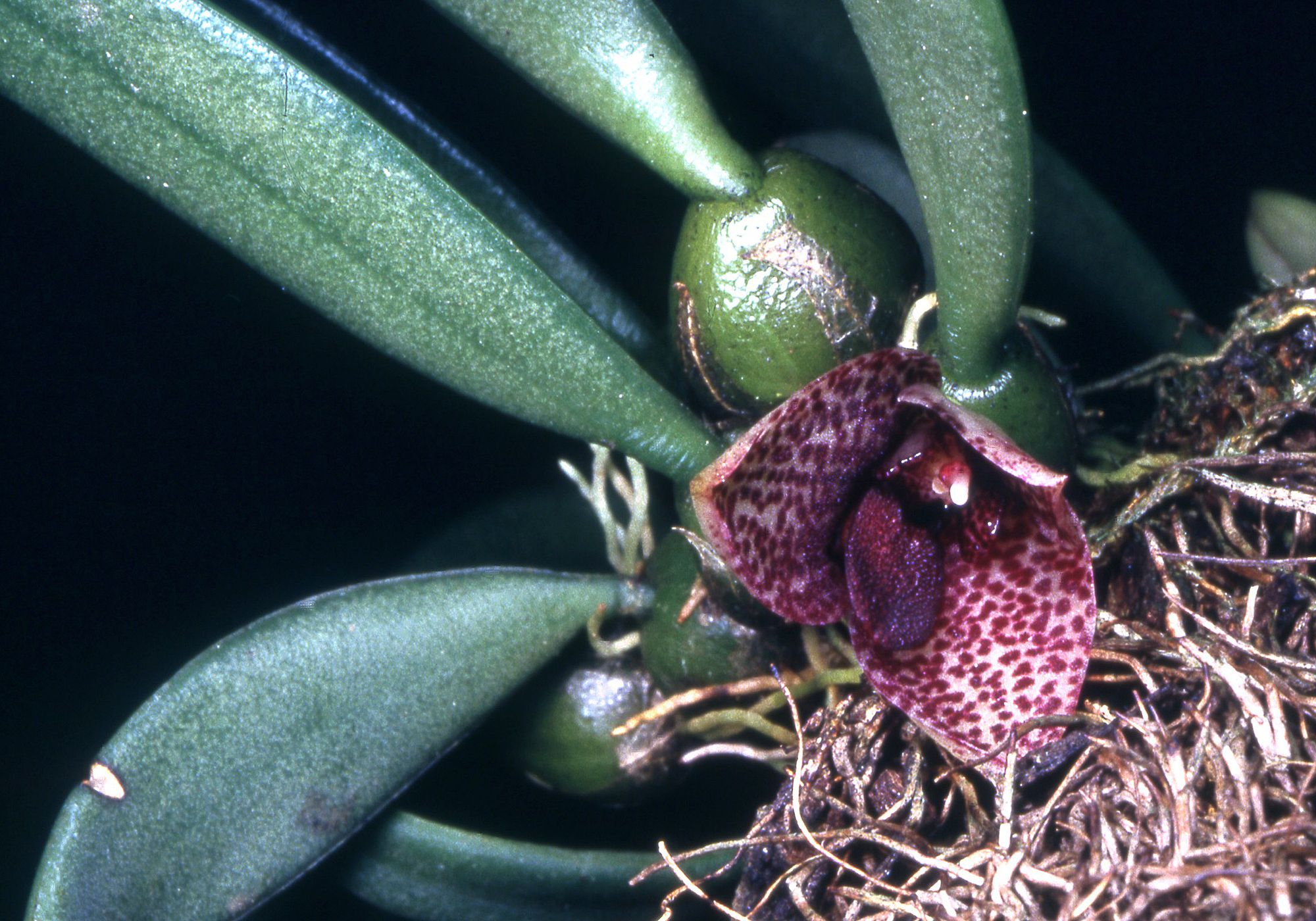

## Các loài
- Trias antheae
- Trias bonaccordensis
- Trias crassifolia
- Trias disciflora
- Trias intermedia
- Trias nana
- Trias nasuta
- Trias nummularia
- Trias oblonga
- Trias ovata
- Trias picta
- Trias stocksii
- Trias vitrina